# Little White Lies (Zeitschrift)
Little White Lies ist der Name einer seit 2005 von TCOLondon weltweit herausgegebenen Filmzeitschrift und zugehörigen Website aus London.
Im Guardian wurde sie 2013 als „the best-designed film magazine on the shelf“ (Die am besten gestaltete aller aktuell verfügbaren Filmzeitschriften) bezeichnet. Die Rezensionsdatenbank Rotten Tomatoes stuft die Zeitschrift als „Top Critic“ ein.

## Geschichte und Inhalt der Zeitschrift
Little White Lies entstand aus den Überresten des zuvor eingegangenen Abenteuer-Sport- und Lifestyle-Magazins Adrenalin: Als der Adrenalin-Herausgeber Insolvenz anmelden musste, entschloss sich eine Gruppe befreundeter Angestellter, das Studienabschlussprojekt „Little White Lies: Issue Zero“ des Designers Danny Miller in eine vollwertige Zeitschrift zu verwandeln.
Das Design jeder Ausgabe ist von dem jeweils darin besprochenen Hauptfilm inspiriert. Dieser ist meist auch in verfremdeter Form auf der Titelseite abgebildet – dort findet sich meist eine Zeichnung des jeweiligen Hauptdarstellers. Der Hauptfilm beeinflusst auch die Darstellung der restlichen Zeitschrift, so variieren beispielsweise Schriftart, Kapitelüberschriften und Redaktions-Symbole in Abhängigkeit von der Thematik des als Hauptthema besprochenen Films. Der grundlegende Aufbau der Zeitschrift bleibt dagegen konstant.
Der Inhalt unterteilt sich stets in drei Hauptaspekte: Die Titelkritik, dann eine Reihe ausführlicherer Artikel zu verschiedenen Themen, doch stets inspiriert vom Hauptfilm, und zuletzt die Reviews Section (der Rezensions-Teil), in welchem neben zahlreichen weiteren Filmkritiken auch Interviews mit Regisseuren und Hauptdarstellern der rezensierten und angekündigten Filme abgedruckt werden.
Für ihre Rezensionen nutzt die Zeitschrift ein dreigeteiltes Bewertungssystem: Die Kategorien „Anticipation“ (Erwartung), „Enjoyment“ (Genuss) und „In Retrospect“ (rückblickend) werden jeweils mit bis zu fünf Sternen versehen und durch ausführenden Fließtext ergänzt.

## Weitere Medien

### Bücher
Die erste Buchveröffentlichung von Little White Lies erschien 2014 bei Faber and Faber unter dem Titel What I Love About Movies (Was ich an Filmen liebe; ISBN 978-0-571-31208-5). Es enthält eine Sammlung von Interviewantworten zahlreicher Regisseure (darunter Quentin Tarantino und Francis Ford Coppola) und Schauspieler (darunter Ryan Gosling, Kristen Stewart und Helen Mirren) auf die titelgebende Standardfrage der Zeitschrift: What do you love about movies?
Little White Lies hat seither eine Reihe weiterer Bücher veröffentlicht, darunter Making Your Own Movie in 39 Steps (Drehe deinen eigenen Film in 39 Schritten) und Where’s the Dude?: The Great Movie Spotting Challenge. (Wo ist der Kerl? Die Große Filmsuche-Herausforderung). Ersteres ist eine schrittweise Anleitung zum Filmemachen, letzteres ein Wimmelbilderbuch, angelehnt an die aus Großbritannien stammende erfolgreiche Kinderbuchreihe Wo ist Walter? (Where’s Wally?). Der Leser soll sich darin auf die Suche nach einer Filmfigur aus The Big Lebowski begeben.

### Website
Little White Lies unterhält eine Website, auf der neben Filmkritiken auch ausführlichere Artikel und ein Podcast veröffentlicht werden. Wie auch in der Zeitschrift üblich, werden Filme auf drei zeitlichen Ebenen kritisiert: Anticipation (Erwartung), Enjoyment (Genuss) und In Retrospect (im Rückblick).
Die Website beinhaltet zudem einen Online-Store, in dem hauptsächlich Bücher und Brettspiele verkauft werden.

### Podcast
Seit April 2017 sendet Little White Lies in regelmäßigen Abständen einen Podcast mit dem Titel Truth & Movies – benannt nach dem Motto der Zeitschrift. Moderiert wird der Podcast von einer Reihe unterschiedlicher Mitarbeiter der Zeitschrift. Besprochen werden auch hier stets neue Filmveröffentlichungen, die erst vorgestellt und anschließend kritisiert werden.